# Chiesa di San Nicola (Kam"jans'ke)
La cattedrale di San Nicola (in ucraino Свято-Миколаївський собор?) è una chiesa ortodossa della città di Kam"jans'ke, in Ucraina. È la cattedrale dell'eparchia di Kam"jans'ke della Chiesa ortodossa ucraina del patriarcato di Mosca.

## Storia
L'edificio fu costruito nel 1894 per celebrare la miracolosa uscita indenne dello zarevich Nicola dall'incidente di Ōtsu durante il suo viaggio in Oriente. Parte dei fondi venne raccolta dagli operai, ai quali fu detratto metà dello stipendio mensile prima per la costruzione e poi per la manutenzione della chiesa.
Il progetto fu firmato dall'architetto L.A. Brodnytsky, che utilizzò antichi motivi slavi per le decorazioni degli esterni. La struttura è in muratura.
Nel 1929, durante la campagna antireligiosa, la chiesa fu chiusa e divenne sede del Museo della Rivoluzione. Con l'inizio dell'occupazione tedesca di Biljaïvka, nel 1941 l'edificio tornò alla sua originaria funzione religiosa, che mantenne fin al 1960, quando fu nuovamente trasformato in sede museale. Nel 1988 la cattedrale fu restituita alla comunità ortodossa.